# (10426) Charlierouse
(10426) Charlierouse est un astéroïde de la ceinture principale.

## Description
(10426) Charlierouse est un astéroïde de la ceinture principale. Il fut découvert le 16 janvier 1999 à Kitt Peak par le projet Spacewatch. Il présente une orbite caractérisée par un demi-grand axe de 2,63 UA, une excentricité de 0,16 et une inclinaison de 13,6° par rapport à l'écliptique.
Il est nommé d'après le saxophoniste Charlie Rouse.

## Compléments